# Meža prospekts
La perspective de la Forêt (en letton : Meža prospekts) est une perspective à Rīga en Lettonie.

## Présentation
La perspective Meža prospekts est située dans le quartier de Mežapark. Elle commence à l'intersection avec la rue Ezermalas iela et se termine à la ligne ferroviaire Zemitāni-Skulte, après quoi elle est prolongée par la rue Tilta iela. 
La perspective Meža est également le terminus de la ligne de tramway 11 et de la ligne de bus 9 "Mežaparks". 
Sa longueur totale est de 2 499 mètres,.

## Histoire
La perspective a été créée au XXe siècle. Elle a été aménagée lors du développement du quartier Mezaparks en 1911 et servait de frontière entre la partie résidentielle du quartier et le parc. À l'origine, elle allait de l'avenue Ketler (aujourd'hui Kokneses prospekts) à l'avenue de Novgorod (aujourd'hui Siguldas prospekts). 
En 1911, elle s'appelle Keizar Avenue, elle reçoit son nom actuel en 1923. Elle sera prolongée dans les années 1920, de la rue Ezermalas iela au chemin de fer de Mīlgrāvja.
Pendant l'occupation allemande, de 1942 à 1944, elle fut appelée Kaiserwaldstraße (en letton :  Ķeizarmeža iela - la rue forestière du tsar).

## Bâtiments
L'avenue a été bâtie de maisons privées dans la première moitié du XXe siècle. Les constructions sont situées principalement du côté pair de la perspective, presque tout le côté impair est occupé par le plus grand parc de la ville, le Mezaparks.
Dix-huit bâtiments de la Perspective sont reconnus comme monuments architecturaux.
- Meža prospekts 1 - Zoo de Riga
- Meža prospekts 11 - Église orthodoxe de la Transfiguration (ru).
- Meža prospekts 16 (1931, architecte Ernest Stalberg, monument architectural d'importance nationale). La famille du chef d'orchestre Arturs Bobkovits y a vécu.
- Meža prospekts 86, Église catholique du Christ-Roi de Riga.

## Galerie

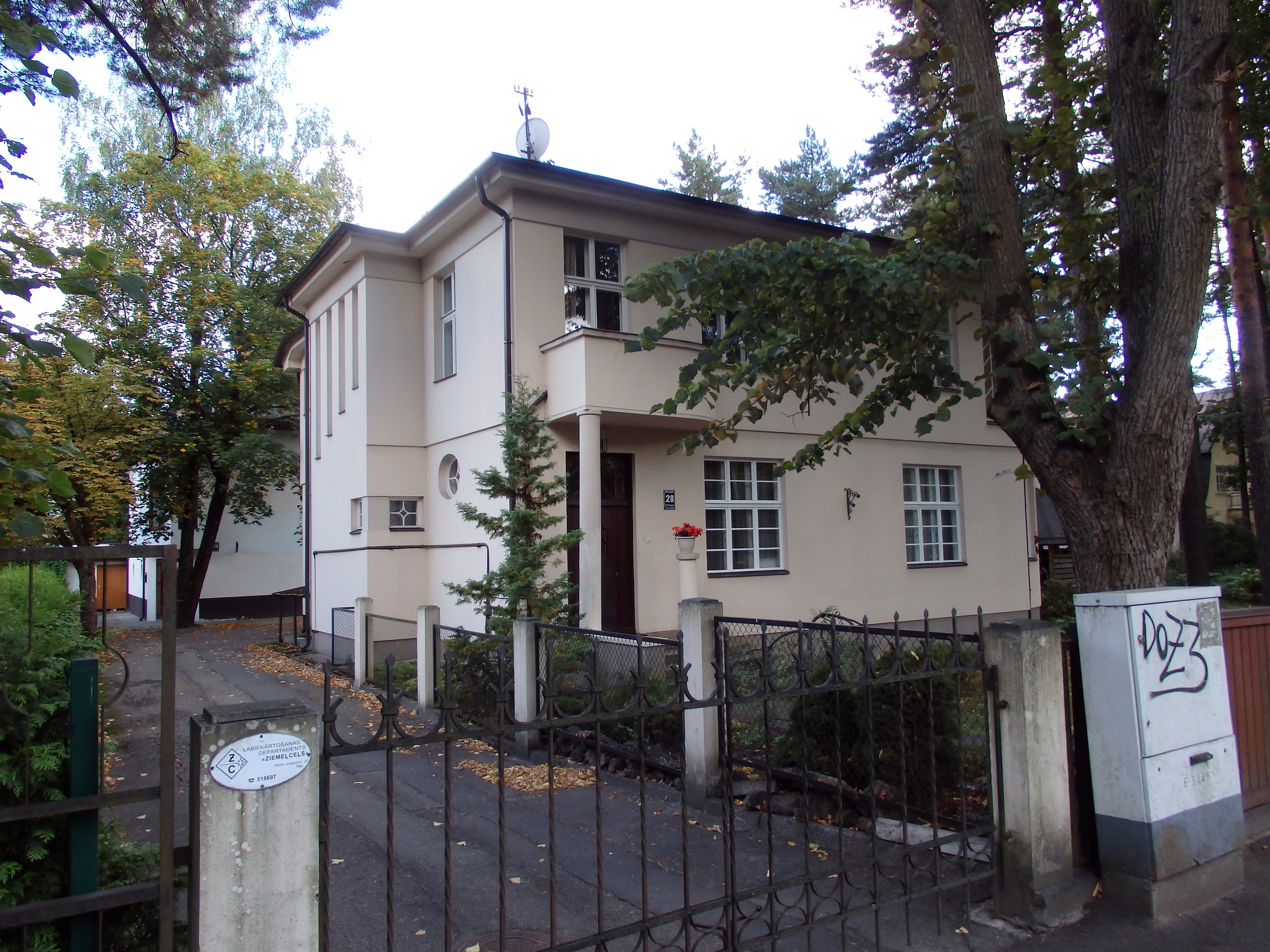
Meža prospekts 28,
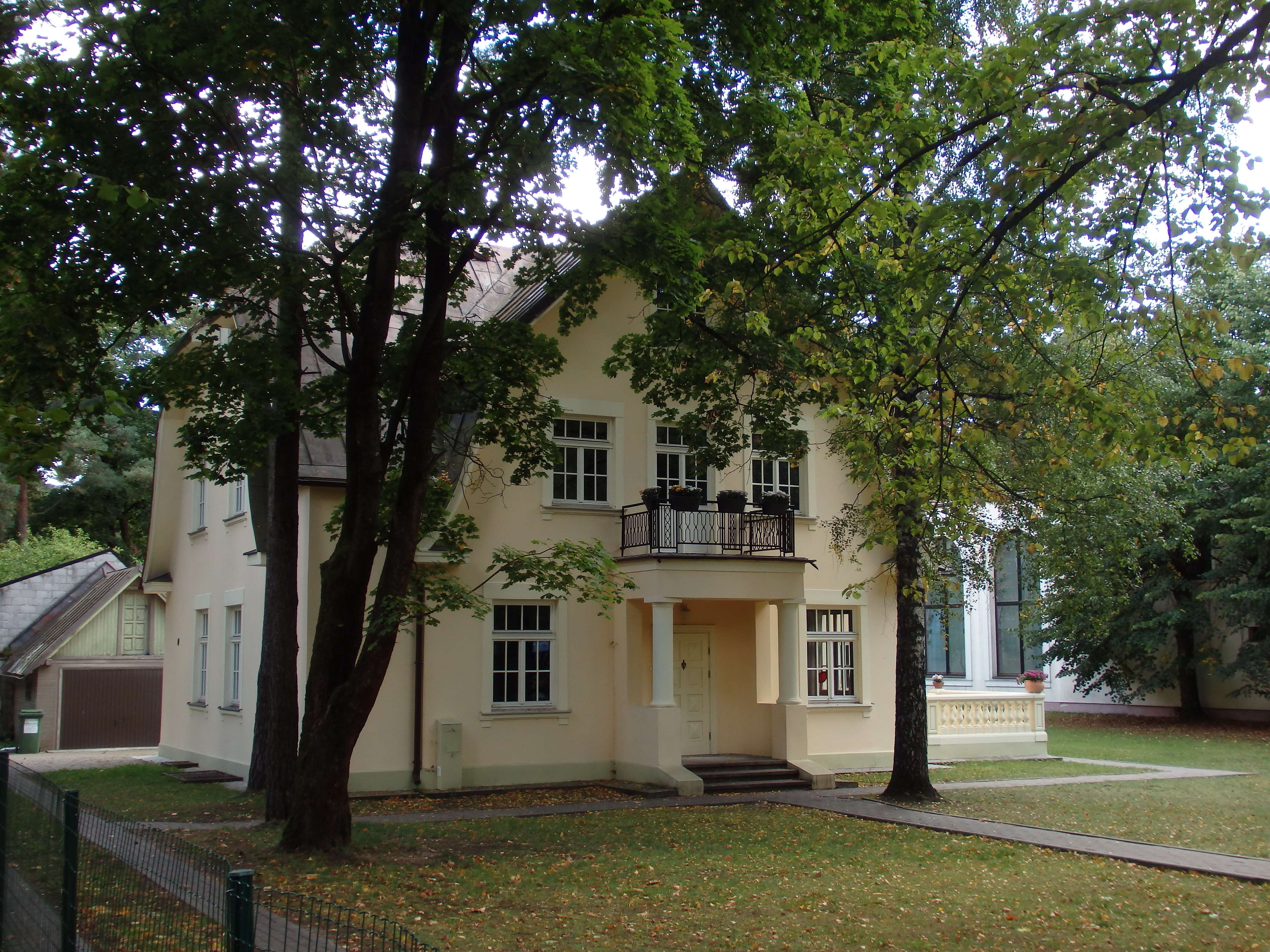
Meža prospekts 30,
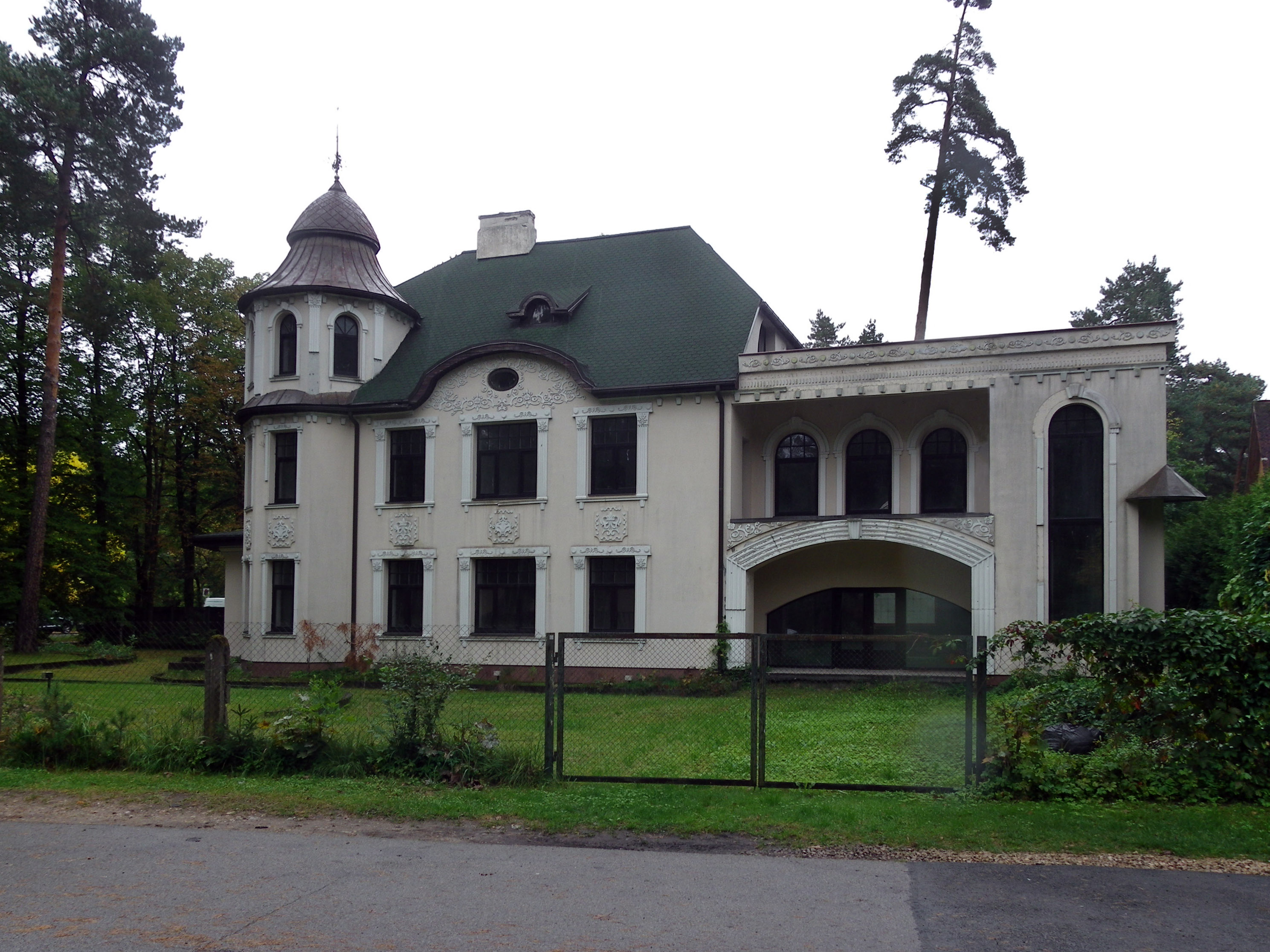
Meža prospekts 32,
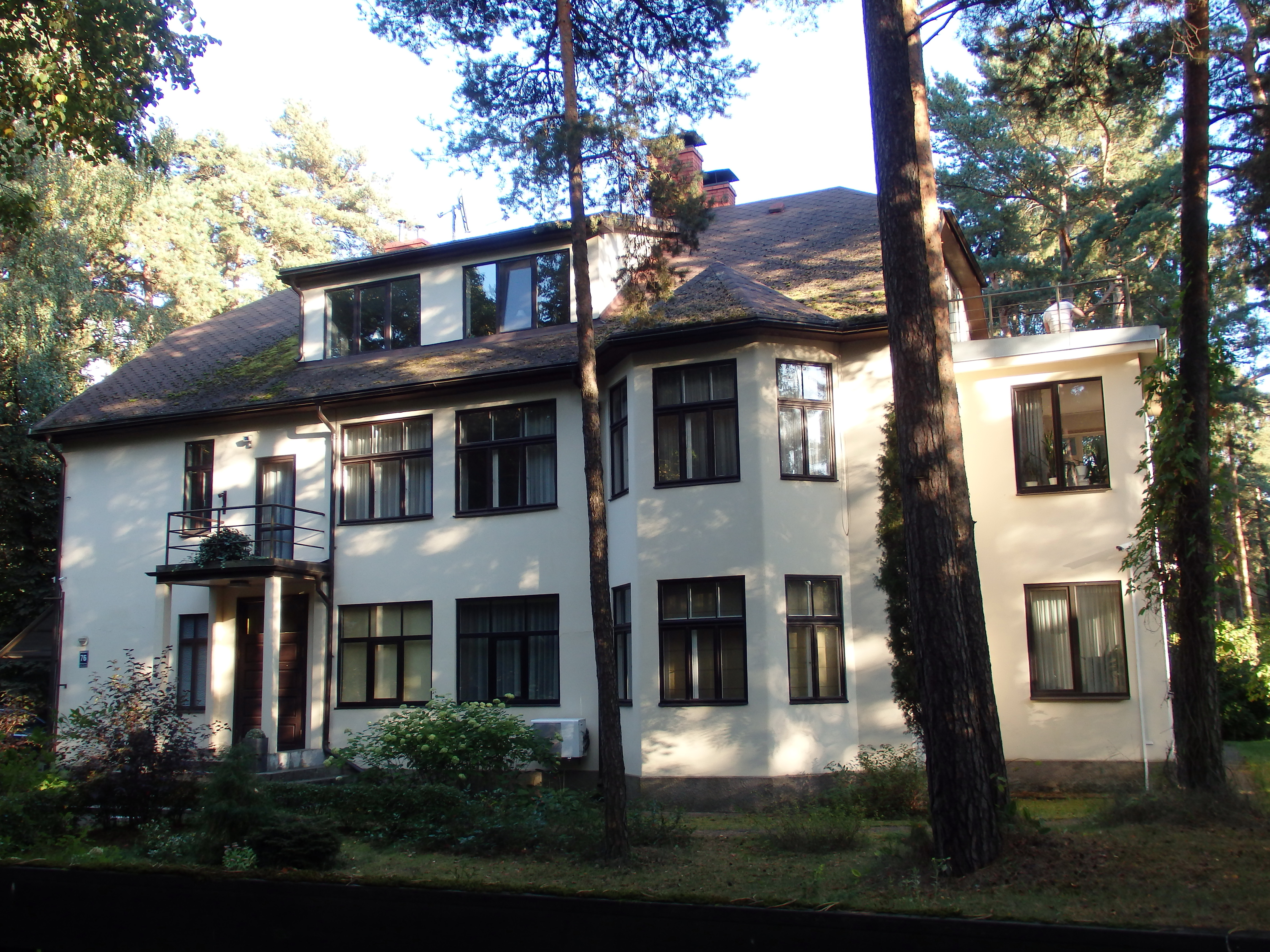
Meža prospekts 74,
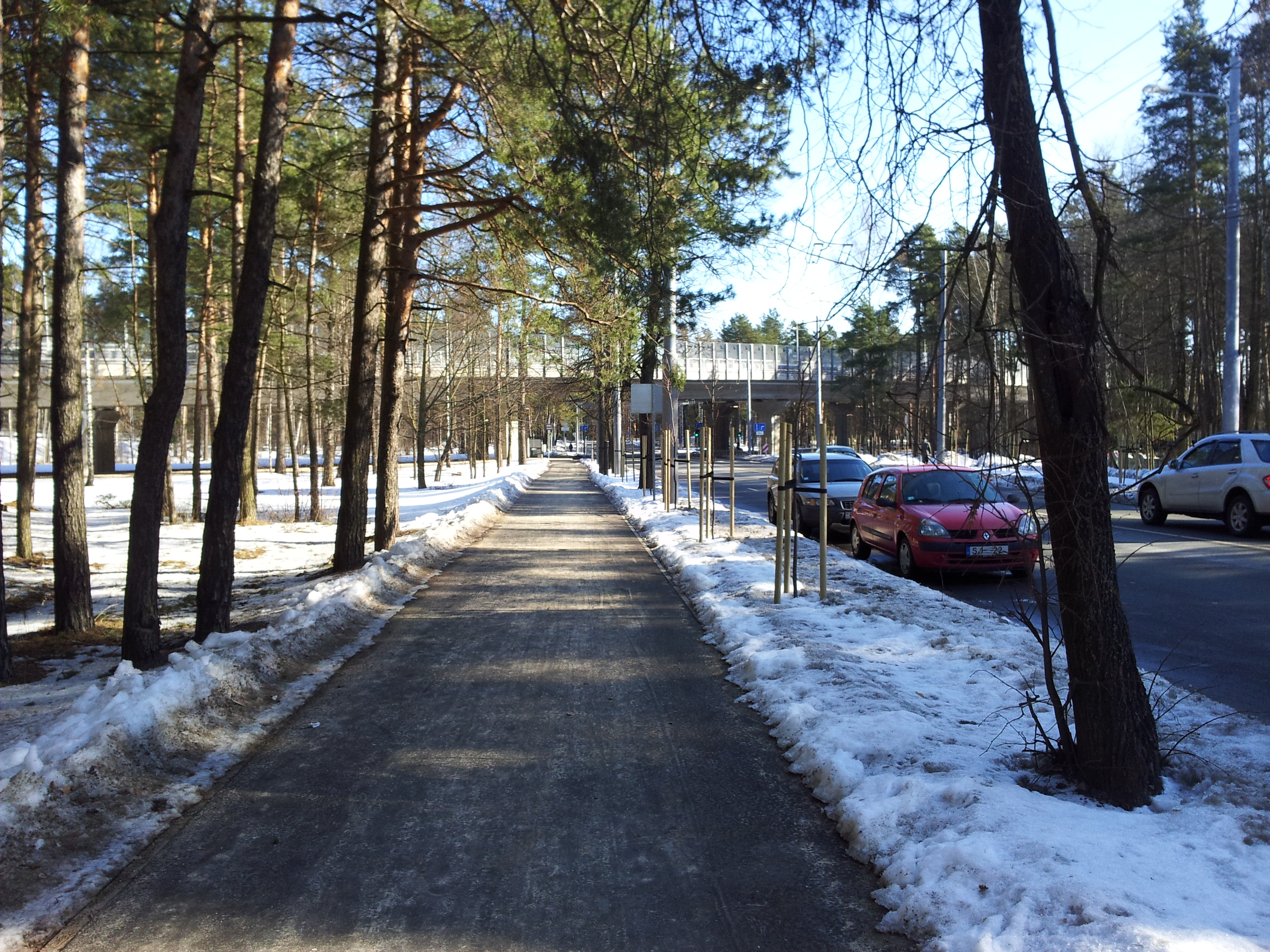